# Archetyp
Archetyp (z řec. arche-typos, první vzor, ražba) znamená pravzor, tradicí posvěcenou a typickou postavu, představu, příběh. Ve starověké filosofii (Corpus hermeticum, Dionýsios Areopagita) je to pravzor (idea), vzorec věcí. V psychologii znamená vzorec psychické percepce (vnímání), v literatuře označuje vzorovou postavu, v textologii původní znění textu, předlohu (rukopis).

## Archetyp v literárních vědách
Symbolický model, soustava myšlenek a představ, které se během historie neustále vrací nebo jsou trvale přítomny a působí se stejnou emocionální intenzitou. V literatuře se znovu a znovu objevují archetypální postavy (např. Prospero, Faust, Popelka nebo Don Quijote). Některé archetypy jsou navzájem komplementární, tvoří celek (Don Qujote a Sancho Panza, Romeo a Julie).

Zdrojem pro zkoumání archetypů je například řecká mytologie. Archetyp nemusí být výlučně spojen s konkrétní literární nebo mytologickou postavou, může se jednat i o archetypální situaci, která má vlastní klíč k rozuzlení nebo se naopak vyznačuje svou osudovou bezvýchodností (Oidipus). Mezi archetypy v umění najdeme i jakousi provázanost a opakování témat v různých variacích: ono pomyslné jádro, kolem nějž příběh krouží, je vlastně archetypem. Archetyp se jako vzorec reality nemění, mění se však jeho ztvárnění, které akcentuje jiné významové vrstvy vzhledem k době a prostředí, ve kterých dílo vzniká.
Dalším nevyčerpatelným zdrojem archetypů jsou lidové pohádky. Každý národ může mít určité oblíbené pohádky, které nějak odrážejí jeho hluboce zakořeněné motivy. Mezi českými pohádkami vyniká Erbenova Kytice nebo Pyšná princezna - pohádky a příběhy, které je možno odkrývat a rozkládat na jakési hlubší sdělení a významy, nicméně vždy opředené tajemstvím, neboť každý archetyp je v podstatě nedefinovatelný a nevyjádřitelný. Právě proto je potřeba narace, příběhů a mýtů, abychom se skrze ně dostali k archetypům do osobní blízkosti. Nepůsobí totiž na racionální složky osobnosti, ale spíše na její nevědomou, archaickou složku, kde vyvolávají určitou rezonanci, neboť jsou v nás již určitým způsobem (na úrovni kolektivního nevědomí) přítomny. Skrze naraci dochází k jejich oživení, amplifikaci v našem vědomí.
Ztělesnění archetypů můžeme najít i v díle Pán Prstenů J.R.R. Tolkiena, kde můžeme Gandalfa považovat za vtělení moudrého starce, Arwen za ztělesnění Animy a Froda, Aragorna nebo Boromira za různé aspekty archetypu hrdiny. Glum by odpovídal archetypu Stínu. Gluma (Stín) je také možno považovat za komplementární součást nevyzrálého hrdiny Froda, kde teprve symbolickým zánikem stínu (smrtí Gluma) dochází k jeho symbolické integraci s hrdinou. Stín totiž obsahuje i potenciálně přínosné instinktivní kvality: zde se stává Frodovi průvodcem po neznámých krajích, jenž ho dovede až na samý konec jeho cesty. Obdobně můžeme najít komplementární protiklad ke Gandalfovi, jímž je Balrog a po jehož smrti se navrací do života Gandalf Bílý - i zde došlo k symbolické integraci stínu.
Podle mnoha literárních kritiků mají archetypy v určité lidské kultuře nebo v celém lidském rodu standardní a opakující se zobrazení, které v konečném důsledku zakládá konkrétní pilíře a může utvářet celou strukturu literárního díla. 
Archetypy se mohou stát zdrojem intenzivního i dlouhodobě působícího prožitku, který nás zasahuje na hlubší úrovni sdělení, jehož podstatu nemusíme být schopni racionálně vysvětlit.

### Příběhové archetypy
Christopher Booker, autor knihy The Seven Basic Plots: Why We Tell Stories, tvrdí, že základem všech příběhů jsou následující základní archetypy:
- Přemáhání netvora
- Z chudáka se stává boháč
- Výprava
- Cesta a návrat
- Komedie
- Tragédie
- Znovuzrození

## Archetyp jako základní pojem Jungovy analytické psychologie
Shodné rysy mýtů a náboženských projevů v různých kulturách mají podle C. G. Junga psychologický základ v archetypech. Někdy se archetypy dávají do souvislostí s vrozenými instinkty. Představují archaickou vrstvu vývoje lidského vědomí. V ní existují společné vzorce chápání skutečnosti, které vypovídají o psychickém fungování obrazivosti u všech příslušníků lidského druhu.
Pojem archetypu uvádí Carl Gustav Jung především v kontextu kolektivního nevědomí. Představuje symbolickou ideji, která není reflektována vědomím, ale pramení z nevědomí a nemůže být tudíž pojmově uchopena. Přesto se významně podílí na utváření psychické reality osobnosti. K jednotlivým archetypům se můžeme vztahovat jen přes symbolické manifestace, samy o sobě nejsou totožné se svými obrazy.
Při procesu individuace, kdy dochází ke sjednocování vědomé a nevědomé části psýché, se člověk vyrovnává s existencí těchto hlubších vrstev osobnosti. Sny nebo fantazie u moderního člověka umožňují setkání s archetypy nevědomí a nahrazují tak funkci mýtů. Pro přístup k nevědomým obsahům použil Jung vedle výkladu snů také metodu aktivní imaginace. Archetypy mají autonomní povahu. V případě duševní poruchy, například neurózy, dochází podle analytické psychologie k inflaci nevědomí projevené převažujícím archetypem. U schizofrenie se jedná o personalizaci archetypu. Dochází též k přenosu (projekce) archetypu na druhé osoby nebo předměty a tím k jejich zmagičtění. Archetypy nemají jednoznačnou interpretaci a stejně tak nejdou hodnotit kladně ani záporně.
C. G. Jung trval na vědecké ověřitelnosti konceptu archetypu, a to na základě shromážděného empirického materiálu.

## Důležité hlubinně psychologické archetypy a jejich charakteristika, dle C. G. Junga
- Archetyp života – příroda afektů, spontánní nálady a impulsy
- Archetyp smyslu – vše předpokládá smysl, v každém chaosu je přítomný kosmos.

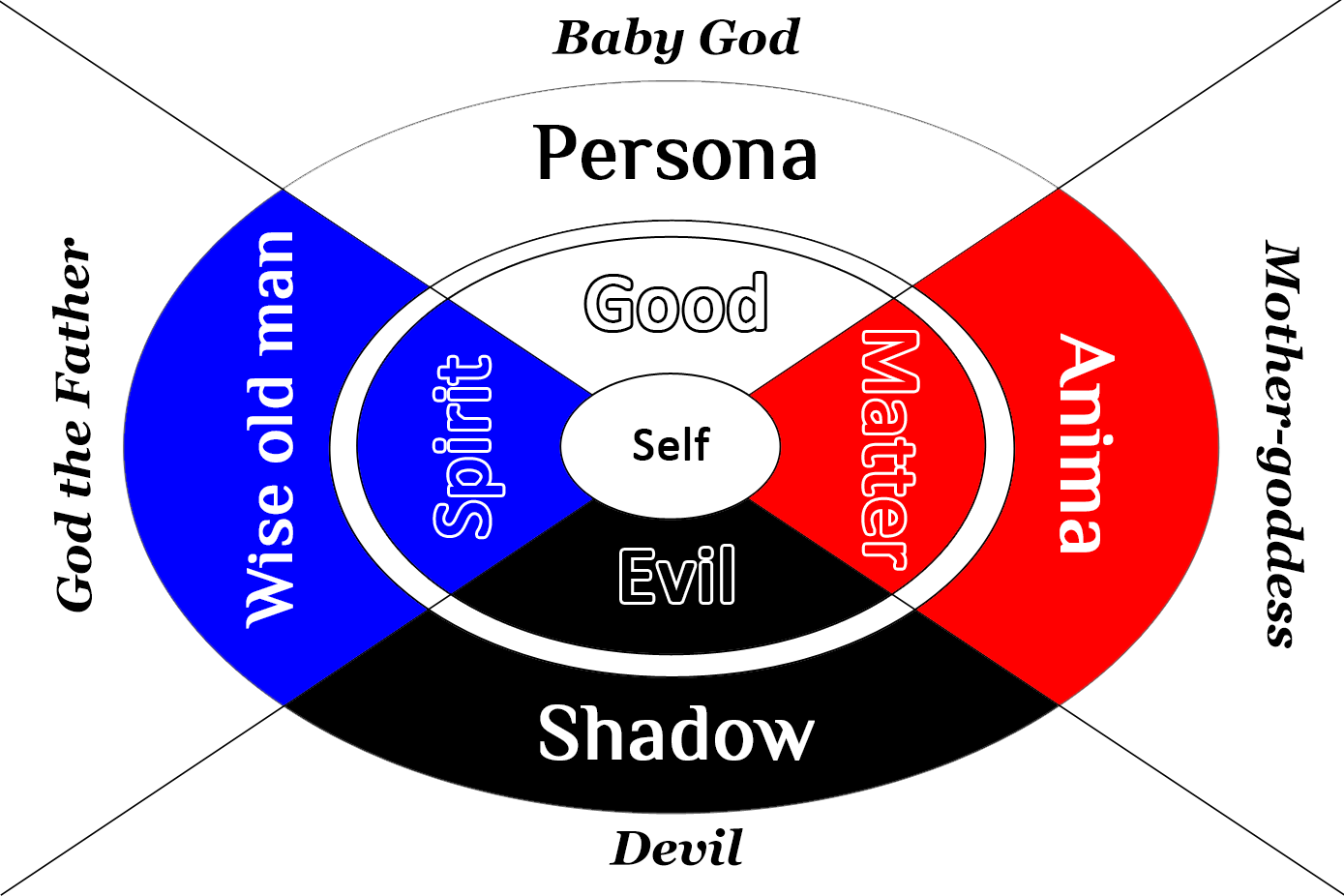

Dvojice archetypů života a smyslu tvoří podmínky psychické skutečnosti.
- Moudrý stařec (senex) – zaměřenost psychiky na cíl (teleologie) předpokládá centrální osobnost
- Dítě (puer) – božské dítě, zárodek psychické celosti se středem v bytostném Já (Self, něm. das Selbst)
- Stín – osobní nevědomí coby vlastní stín, nejjednodušší setkání s vlastním nevědomím při projekci do jiných osob a věcí
- Persona – část osobnosti identifikovaná s já, která přistupuje k sociálním interakcím (sociální maska).
- Anima – V mužské psychice nevědomě přítomný ženský protipól, určuje neuvědomovanou atmosféru mužského jednání
- Animus – racionalizuje ženské vědomí, orientuje se navenek a kompenzuje citovou angažovanost
- Matka – zdroj života a plodnosti, zároveň představuje duševní život ve veškeré mnohotvárnosti
- Otec – u Junga není nijak významně tento archetyp rozpracován, avšak podle následovníků hlubinné psychologie se bez něj neobejdeme při zkoumání maskulinní společnosti, patří k duchovnímu principu psýché a má mnohou reprezentaci v náboženských symbolech (Bůh Otec)
- Koré/Panna – dcera Matky Země působí jako činitel při rozvoji zárodku (puer) bytostného Já, je ženskou silou, která uvádí na scénu hrdinu, který povstává z dítěte, pro rozvoj bytostného Já vládne proměňující sílou
- Hrdina – musí vykonat nebezpečné úkoly, zápasit s monstry, projít porážkou, pádem do hlubiny a následným znovuzrozením, archetyp představuje cestu lidského vědomí, cesty přes překážky jsou nevyhnutelné fáze dospívání ([zrání]) individua
- Archetypy proměny – kategorie symbolů a archetypů, které mají původ v procesu individuace, kdy se psychická energie (libido) sjednocuje okolo jednoho psychického středu – bytostného Já